# Конда (верхний приток Витима)
Конда — река в России, правый приток Витима, протекает по территории Еравнинского района Республики Бурятия. Длина реки — 285 км. Площадь водосборного бассейна — 10400 км².

## Описание
Конда берёт начало на северо-восточной оконечности Худанского хребта, в лиственничном лесу южнее горы Хоректа. В верховьях течёт в северо-восточном направлении по гористой местности. В среднем течении сильно меандрирует, протекает по заболоченной межгорной котловине. Впадает в Витим слева 1397 км по правому берегу на высоте 802 метра над уровнем моря. В низовьях ширина реки достигает 100 метров, глубина — 1,8 метра.
Бассейн реки лежит в зоне континентального умеренного климата и прерывистого распространения многолетней мерзлоты. Имеется около 500 озёр, самое крупное из которых — Телемба.

## Гидрологические характеристики
Среднемноголетний расход воды в устье реки около 23 м³/с, объём стока равен 0,726 км³/год. Питание реки осуществляется дождями. Половодье приходится на период с конца апреля по начало июня, на него приходится около 20 % стока. Имею место летние и осенние дождевые паводки. Замерзает со второй половины октября по начало мая.
Мутность воды от 25 до 50 г/м³. Вода гидрокарбонатного класса и кальциевой группы, содержание ионов натрия и калия повышено. Минерализация воды 40-60 мг/л, в зимнюю межень — около 100 мг/л, вода чистая. Река богата рыбой, развит водный туризм.

## Название
Название реки может происходить от тюркского слова «кундус» — 'бобр'.

## Притоки
Объекты перечислены по порядку от устья к истоку.
- 3 км: Средняя Полушутиха[9] (пр)
- 19 км: Жипкош[9] (лв)
- 27 км: Куликон[10] (пр)
- 29 км: Кондинская Дагаши[10] (лв)
- 42 км: Мыткач[10] (лв)
- 47 км: Долгая Жипкош[10] (лв)
- 52 км: Ильколю[10] (пр)
- 63 км: Кумка[10] (лв)
- 71 км: Куники[10] (пр)
- 85 км: Жипкош[10] (лв)
- 95 км: Ушмун[13] (пр)
- 100 км: Саксыкен[13] (лв)
- 106 км: Нижняя Курлукта[13] (пр)
- 108 км: Антипиха[8] (лв)
- 119 км: Верхняя Курлукта[8] (пр)
- 119 км: Падь Гусиная[8] (лв)
- 130 км: Биркацан[8] (лв)
- 138 км: Падь Читинская[7] (пр) (пр)
- 145 км: Монгой[8] (пр)
- 147 км: Падь Епрен[8] (лв)
- 184 км: Байса[7] (пр)
- 186 км: Саган-Гол[7] (лв)
- 198 км: Урса[14] (пр)
- 215 км: Бугарикта[14] (лв)
- 229 км: Суба[14] (лв)
- 247 км: Аршан-Тала[6] (лв)
- 252 км: Хурейта[6] (лв)

## Населённые пункты
В долине реки находятся — посёлок Целинный, гурт Алексеевка.

## Данные водного реестра
По данным государственного водного реестра России и геоинформационной системы водохозяйственного районирования территории РФ, подготовленной Федеральным агентством водных ресурсов:
- Код водного объекта: 18030200112117100017624
- Бассейновый округ — Ленский
- Речной бассейн — Лена
- Речной подбассейн — Витим
- Водохозяйственный участок — Витим от истока до в/п с. Калакан
- Код по гидрологической изученности 117101762
- Номер тома по ГИ 17
- Выпуск по ГИ 1